# Lipsynchronisatie

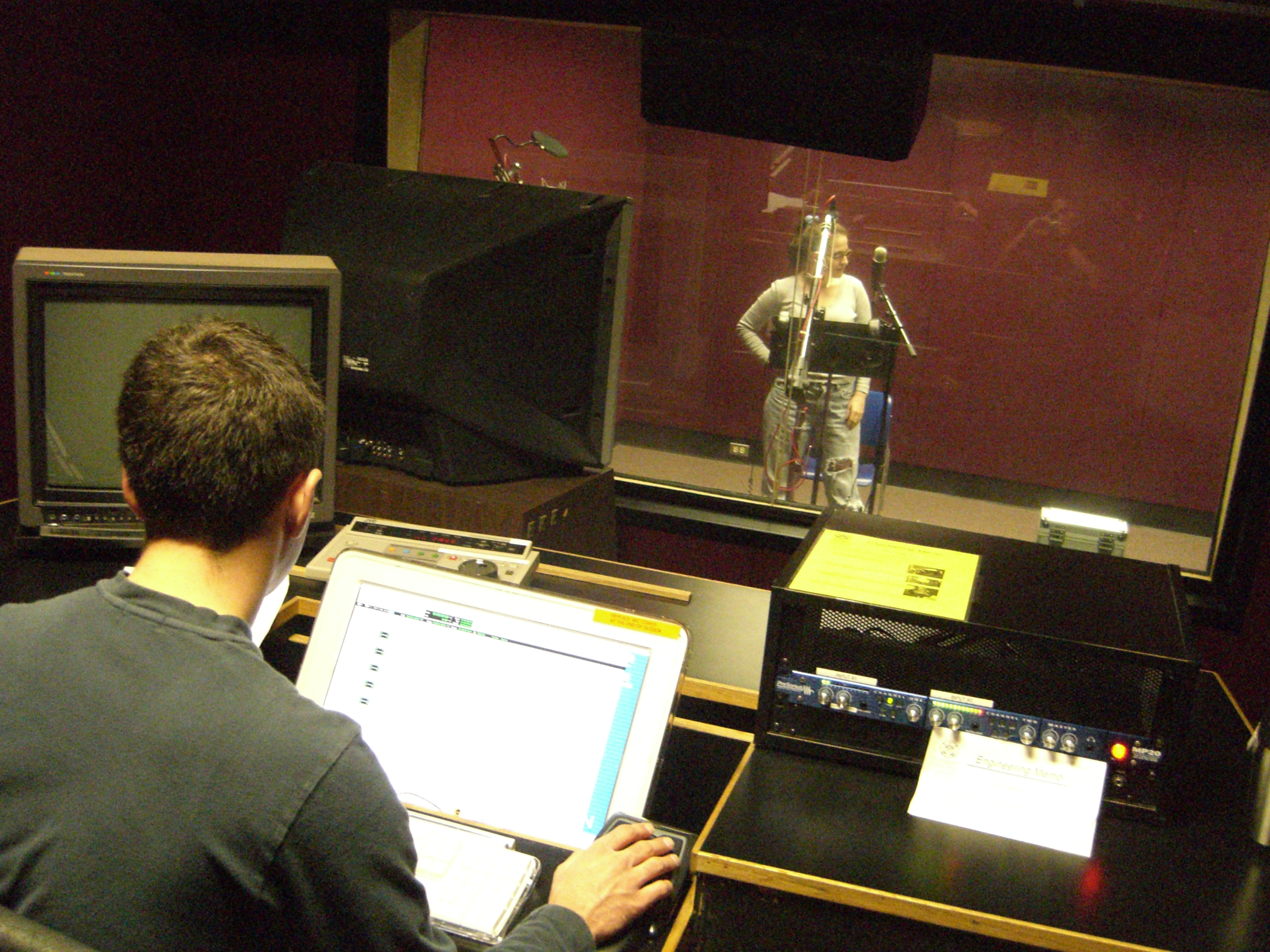
Een stemacteur spreekt een stem in voor een animatiefilm. Na de opname laat de technicus de stem synchroon lopen met het beeld.

Lipsynchonisatie houdt het gelijk laten lopen van apart opgenomen geluid met de lippen van een artiest in. Hiervoor wordt de audio en het beeldmateriaal gesynchroniseerd. Dit kan gebeuren tijdens een optreden (playback), maar ook tijdens de opnames van een film of tv-programma.
Lipsynchronisatie wordt frequent toegepast in de filmindustrie wanneer het niet mogelijk is om geluid van voldoende kwaliteit op locatie op te nemen of om een geluidseffect te creëren dat enkel mogelijk is in een studio. Het geluid wordt later opgenomen in een geluidsstudio, waarbij er aandacht wordt besteed om de gesproken woorden overeen te laten komen met de eerder opgenomen beelden. Om de lippen van de personages in een animatiefilm natuurlijk te laten bewegen wordt er een omgekeerde strategie toegepast: de stemacteurs nemen eerst de dialogen op, waarna de animator deze animeert.